# Hersbruck
Hersbruck (frank. Herrschbrugg) – miasto w Niemczech, w kraju związkowym Bawaria, w rejencji Środkowa Frankonia, w regionie Industrieregion Mittelfranken, w powiecie Norymberga. Leży w Okręgu Metropolitarnym Norymbergi, ok. 24 km na wschód od Norymbergi i ok. 10 km na wschód od Lauf an der Pegnitz, nad rzeką Pegnitz, przy autostradzie A9, drodze B14 i linii kolejowej Norymberga – Cheb, Norymberga - Schwandorf. Przez miasto przebiega trasa rowerowa pięciu rzek.

## Historia

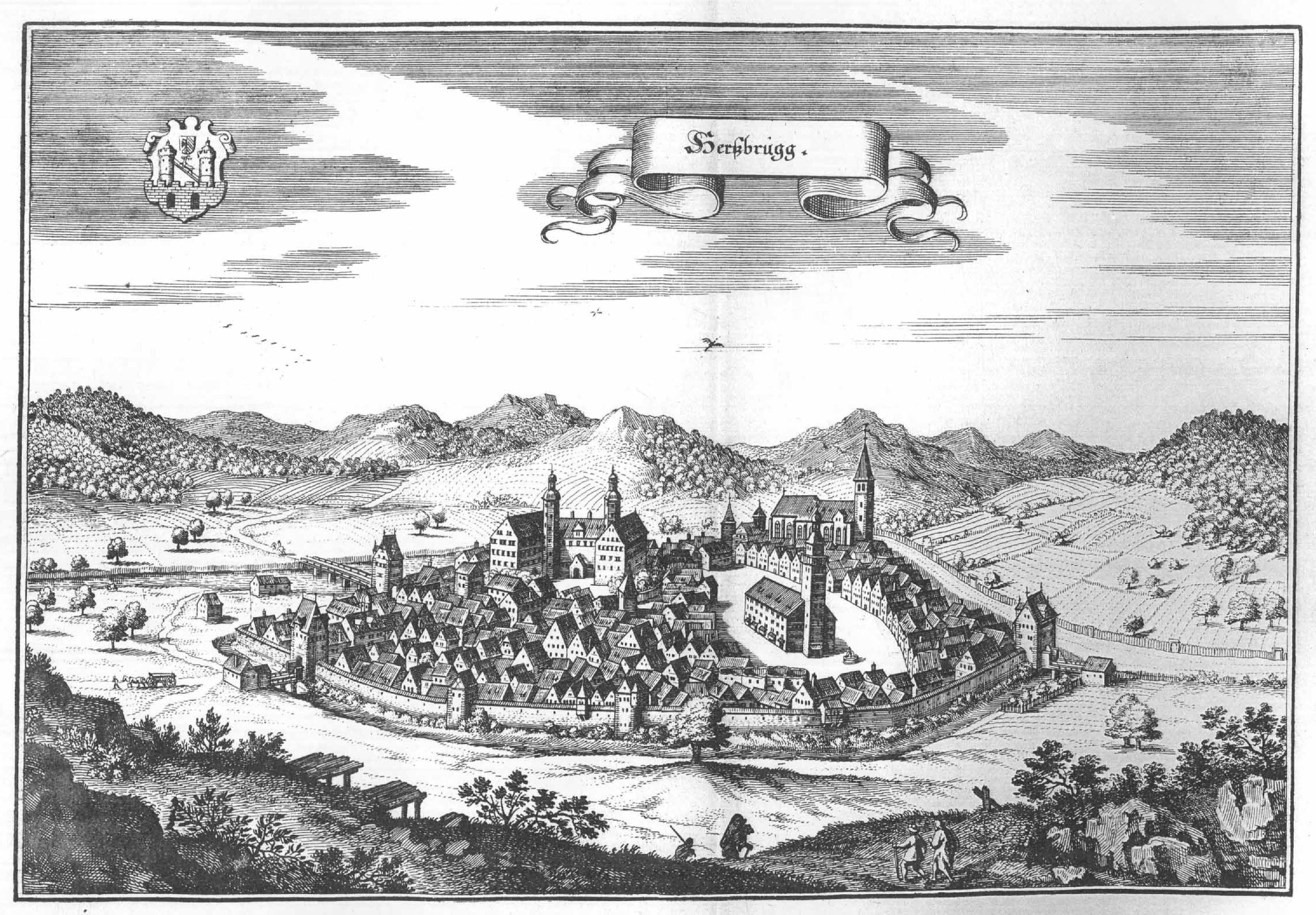
Hersbruck w XVII wieku

Miejscowość została założona w 976. W 1297 otrzymała prawa miejskie. W 1353 miasto zostało pozyskane wraz z Czeskim Palatynatem przez króla Czech Karola Luksemburskiego. Leżało na tzw. Złotej Drodze, łączącej Pragę z Norymbergą. W 1373 zostało utracone przez Królestwo Czech na rzecz Wittelsbachów. Skutkiem wojny o sukcesję w Landshut po 1504 znajdowało się w granicach Wolnego Miasta Norymbergi, które w 1806 zostało włączone do Królestwa Bawarii. Od 1871 wraz z Bawarią część Niemiec. W trakcie II wojny światowej w Hersbruck mieścił się podobóz niemieckiego obozu koncentracyjnego Flossenbürg. W ostatnich latach wojny więzieni tu byli m.in. Polacy Ryszard Zyga i Janusz Krasiński, a zmarli tu Włosi Edward Focherini i Teresio Olivelli. Od 1949 w granicach Republiki Federalnej Niemiec.

## Zabytki
- Kościół pw. Najświętszej Panny Maryi - najstarsze elementy pochodzą z XIV wieku[2], barokowy wystrój z XVIII wieku.
- Zamek, aktualnie Sąd Rejonowy, nie ma możliwości zwiedzania. Najstarszym elementem jest most zbudowany około 1000 roku.
- Zabytkowa starówka.

## Dzielnice
W skład miasta wchodzą następujące dzielnice:
- Altensittenbach
- Kühnhofen
- Ellenbach
- Weiher
- Leutenbach
- Großviehberg

## Współpraca
Miejscowości partnerskie:
- Chiba, Japonia
- Grebin, Szlezwik-Holsztyn
- Hilterfingen, Szwajcaria
- Les Sables-d’Olonne, Francja
- Lossiemouth, Szkocja
- Nowa Uszyca, Ukraina
- Osterholz-Scharmbeck, Dolna Saksonia
- Pawia, Włochy
- Plau am See, Meklemburgia-Pomorze Przednie
- San Daniele del Friuli, Włochy
- Voitsberg, Austria
- Zella-Mehlis, Turyngia

## Urodzeni w Hersbruck
- Mélanie Melfort – francuska lekkoatletka
- Nikolaus Selnecker – niemiecki teolog luterański

## Galeria

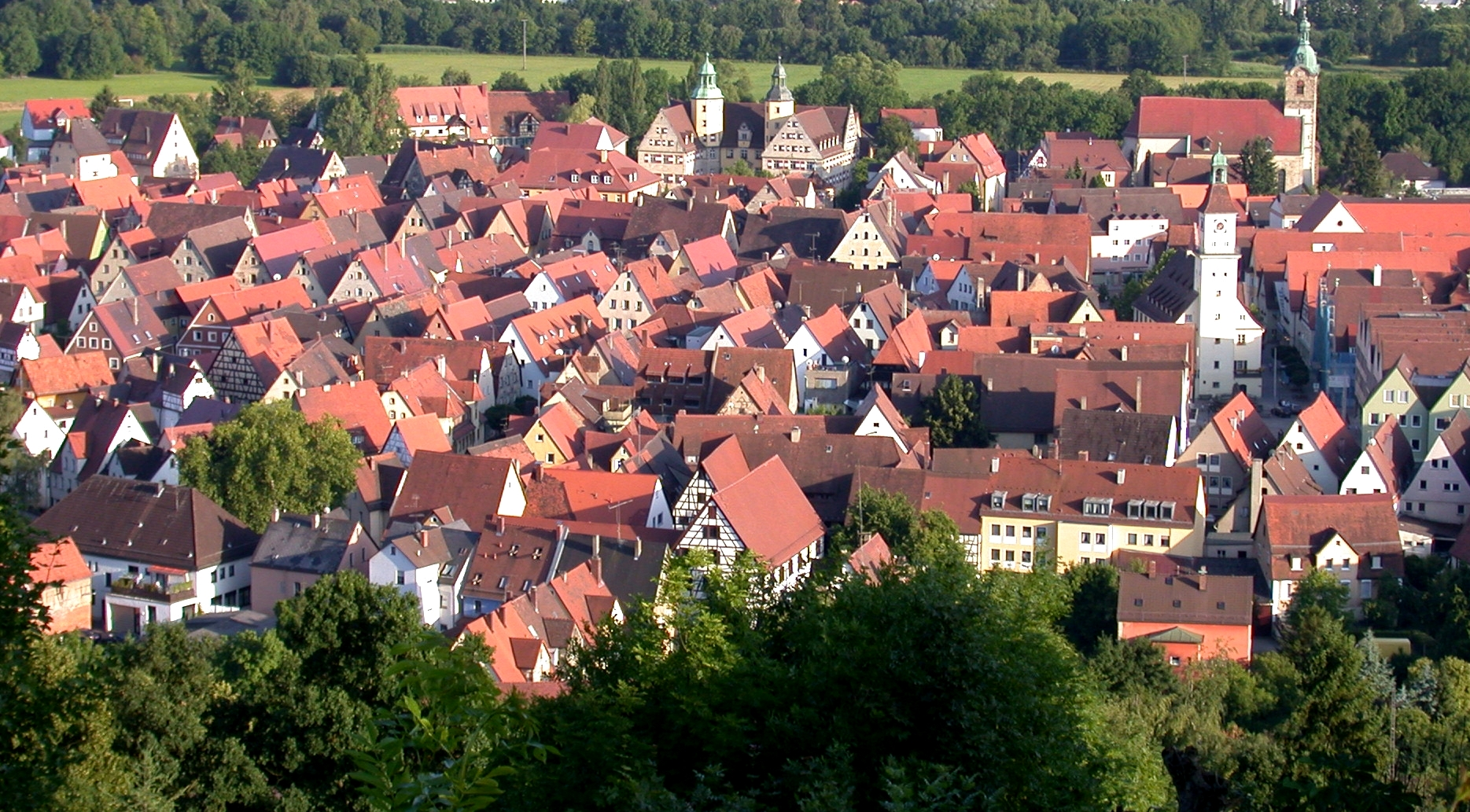
Stare miasto
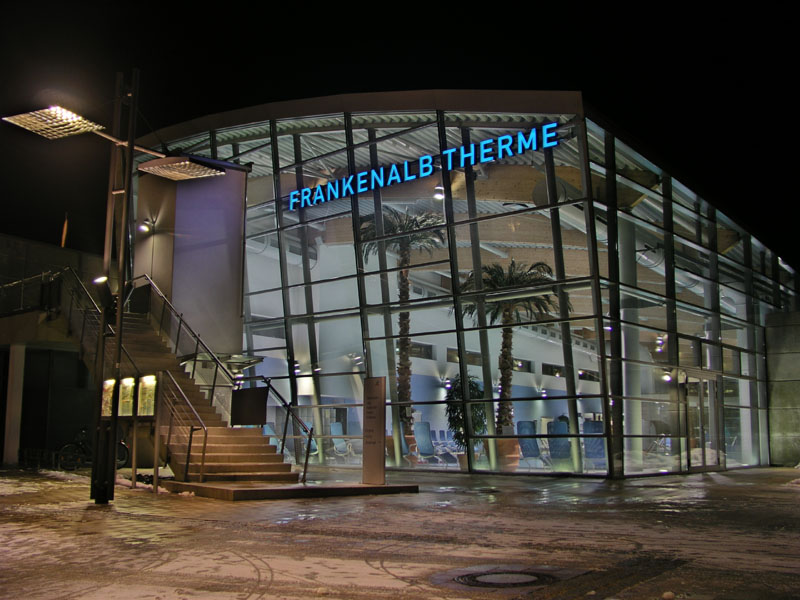
Łaźnie
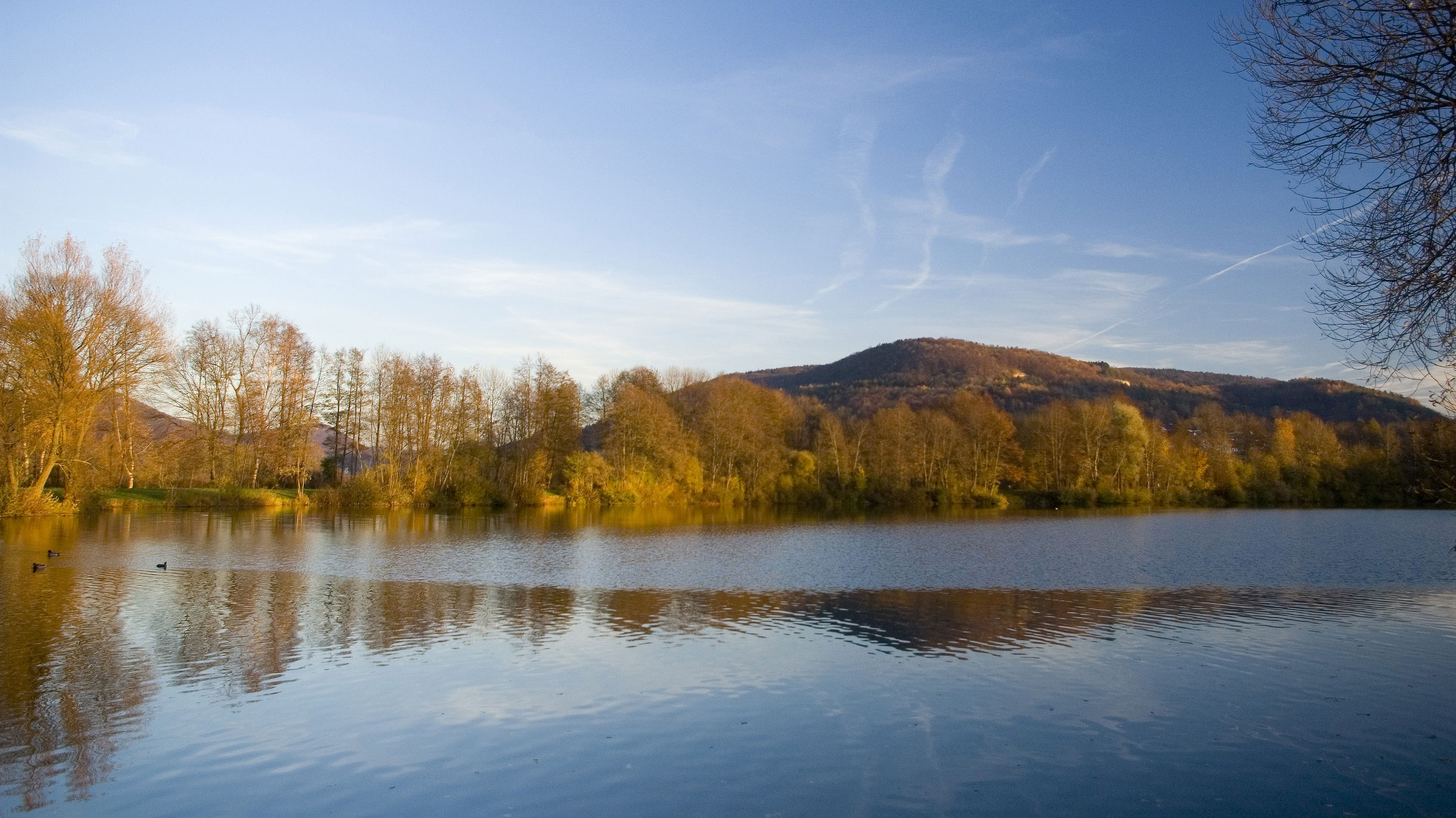
Jezioro Baggersee
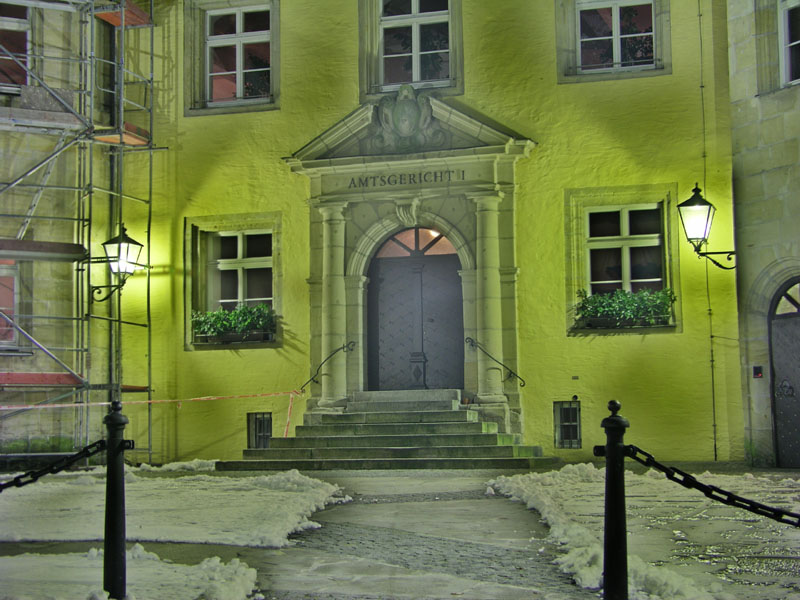
Budynek sądu
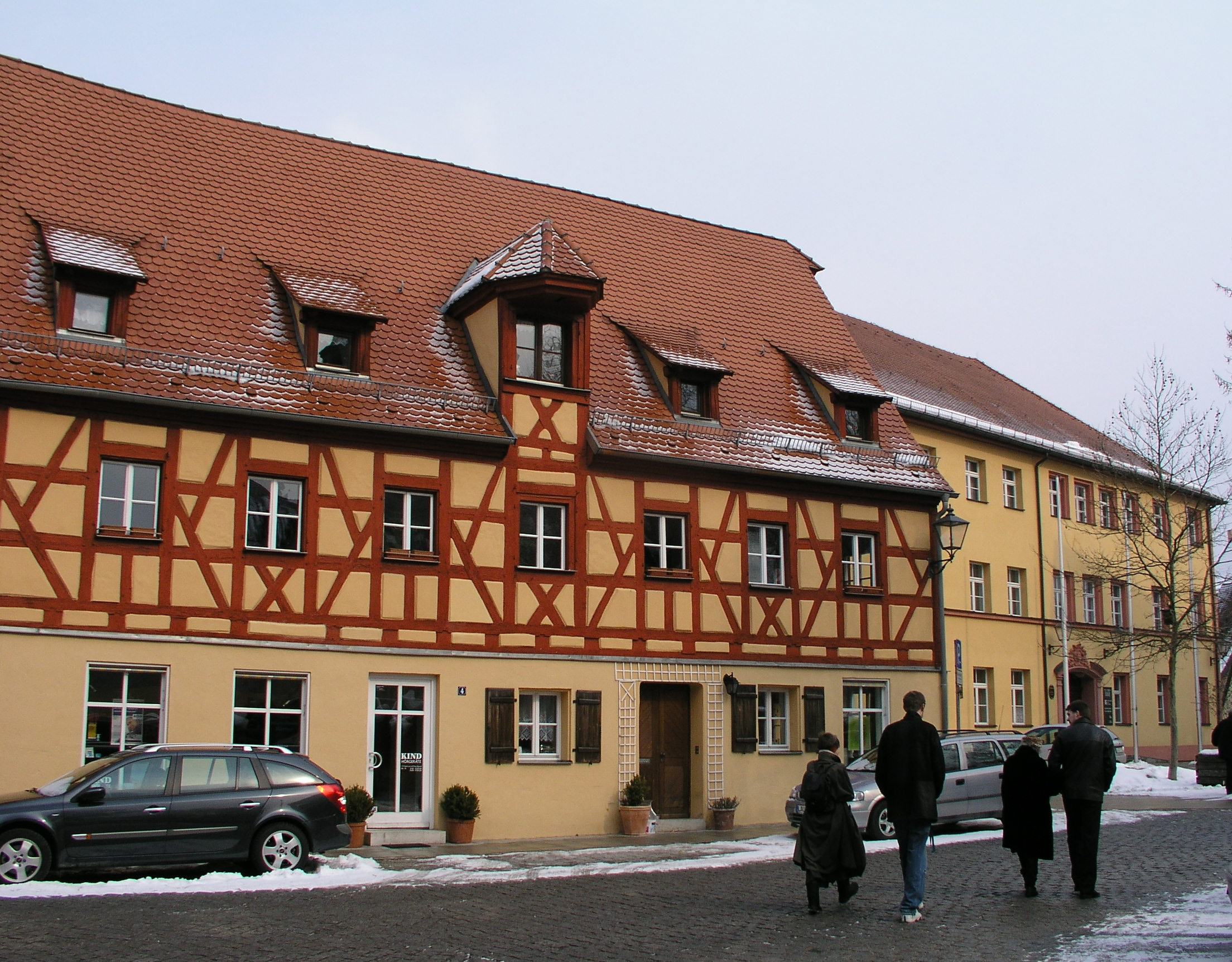
Browar zamkowy
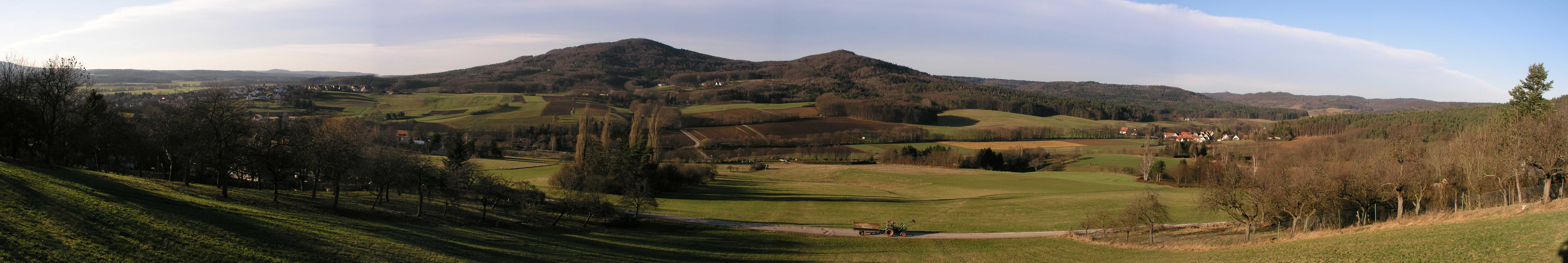
Widok z góry Michelsberg